# Diablo 630

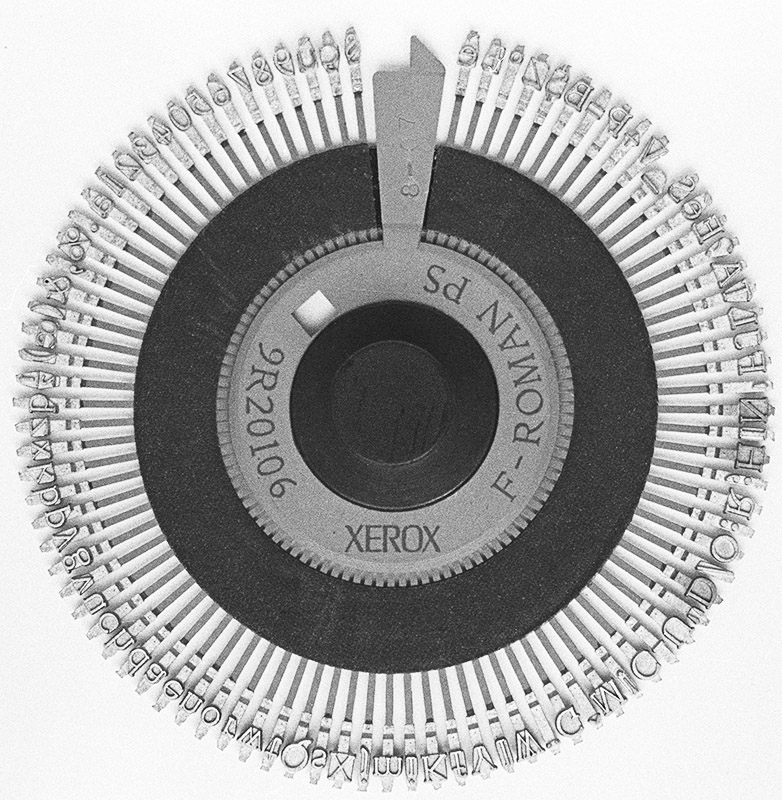
Margarida de metall Xerox & Diablo amb el seu joc de caràcters.

La Diablo 630 era una impressora de margarida (de la família d'impressores d'ordinador) que va vendre la divisió de Diablo Data Systems de Xerox Corporation a partir del 1980. La impressora imprimia amb una qualitat d'impressió equivalent a la d'una màquina d'escriure IBM Selectric, o una impressora de qualitat similar. La impressora era capaç d'obtenir aquesta qualitat a una velocitat nominal de 30 caràcters per segon (aproximadament el doble de la velocitat de la Selectric).

## Característiques
Diverses característiques van permetre aquesta qualitat i velocitat:
- La margarida, era molt lleugera i es feia girar amb un servo de bucle tancat que podia posicionar-la amb rapidesa i precisió.Com que la margarida podia girar en els dos sentits, el següent caràcter mai no estava a més de 180° de distància

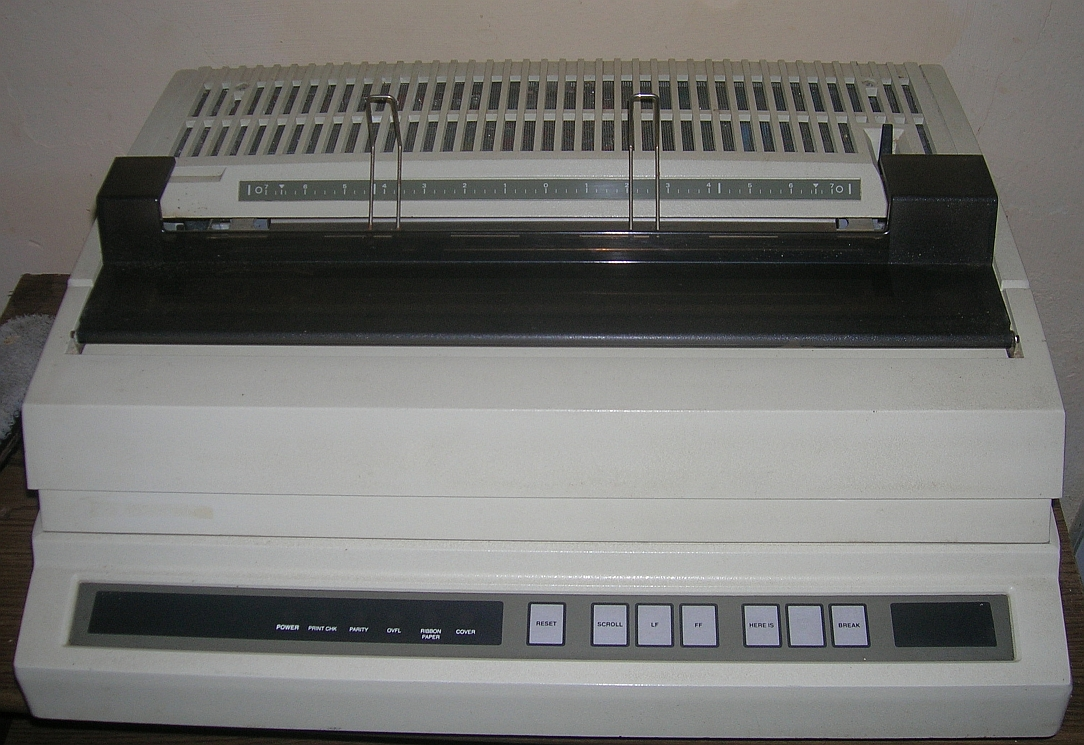
Diablo 630 sense alimentador de fulls, Model 630, any de producció 1981

- Igual que la bola d'una Selectric, la margarida es podia canviar fàcilment, permetent una ampla varietat de tipus de lletra i de taula de caràcters.
- Alguns models admetien margarides amb dues files de caràcters, que permetien imprimir en dos idiomes diferents o amb un conjunt ampliat de símbols especials.[3]
- La impressora usava cintes carregades de cartutxos; tant una cinta de roba sense fi econòmica com una cinta de cinema d'un sol ús d'alta qualitat van estar disponibles amb cintes de colors proporcionades per tercers. Per contra, les impressores basades en Selectric podrien utilitzar només un tipus de tela o una pel·lícula de carboni d'un sol ús i gairebé sempre estaven equipades per a l'anterior per raons econòmiques.

- El carro també era servocontrolat i la impressora podia imprimir amb el carro movent-se cap endavant o cap enrere, estalviant el temps que es gastaria d'una altra manera executant el retorn de carro.

- El servocontrol del carro permetia l'ús de pò d'isses de lletra espai proporcional, on cada caràcter no ocupar la mateixa quantitat d'espai horitzontal.
- A diferència de les impressores basades en Selectric, les impressores de margarida admetien tot el conjunt de caràcters d'impressió ASCII .
- El moviment bidireccional del paper era controlat també per servomotors el que permetia la impressió ràpida de subíndexs i superíndexs, així com un espai blanc en moviment ràpid

- El control servo tant de paper com del carro permet que la unitat s'utilitzés com a plotter, amb resolució de 120 × 48 punts per polzada.[4][5][6] Era bastant comú que es fessin margarides especials amb un "punt" reforçat (.), ja que era el caràcter més utilitzat per fer de plotter.

- La lògica de control permetia el moviment simultani de la margarida, del carro i del paper. El martell no pot picar (de forma automàtica) fins després d'haver completat els tres moviments, que en ser simultanis, es minimitzava el temps que hauria passat esperant que es completes cada un dels tres.

## Altres models

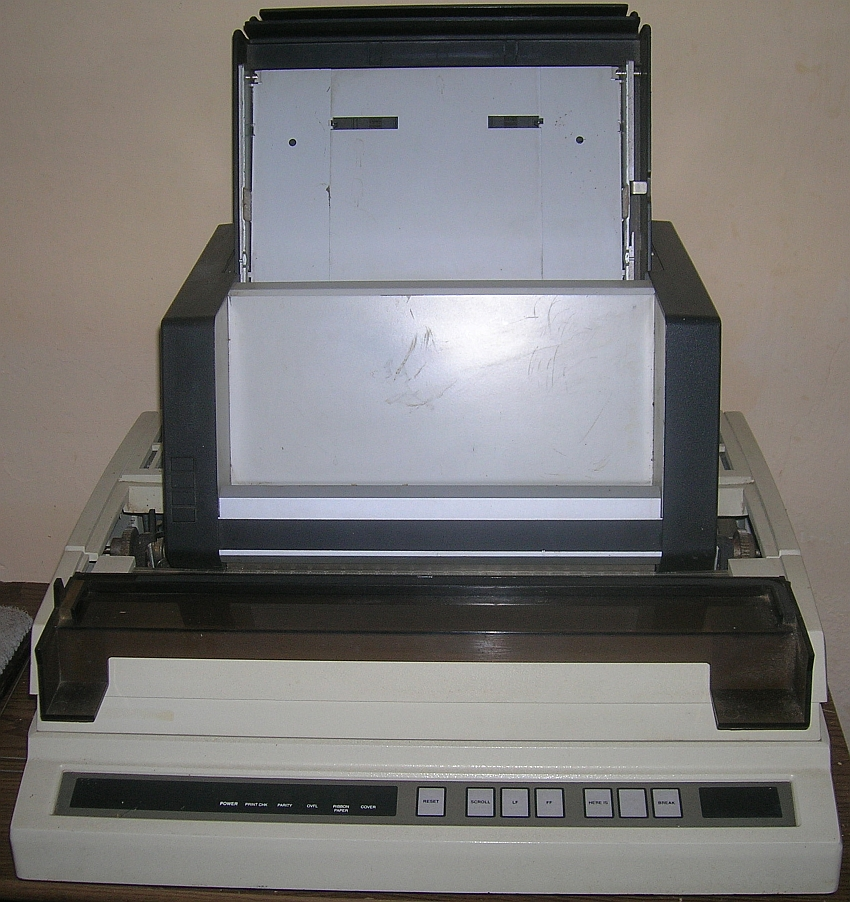
Diablo 630 amb alimentador de fulls muntat, Model 630, any de producció 1981

Un model relacionat, el Diablo 1620, incloïa un teclat i s'assemblava molt a una màquina d'escriure Selectric lleugerament coberta. De fet, un commutador "local / remot" permetia que s'utilitzés com a màquina d'escriure fora de línia o com terminal informàtic interactiu. Malauradament per a un mecanògraf (en qualsevol dels dos rols), el mecanisme de la margarida ocultava l'àrea que acabava d'imprimir, així que el firmware de la màquina feia que el carro es mogués ràpidament cap a la dreta de la posició mecanografiada, deixant veure els caràcters escrits més recentment, després d'un moments d'inactivitat. El resultat encara no era satisfactori per a molts usuaris, només una velocitat d'escriptura molt lenta permetia que la margarida se separés del text escrit després de cada caràcter imprès; velocitats d'escriptura més ràpides van donar com a resultat que la margarida ocultés contínuament el text imprès, fins que el mecanògraf s'aturava. Com a resultat, la comprovació dels errors era una mica més incòmoda i més lenta que en les màquines d'escriure clàssiques o en els terminals basats en la Selectric.
El mateix mecanisme es va utilitzar en el sistema de mecanografia de pantalla de 850 Xerox i el processador de text 860PDS, i també es va vendre als OEM. Un usuari destacat va ser Digital Equipment Corporation, que venia la impressora com LQP01 (amb una interfície paral·lel) o com LQPSE (amb una interfície sèrie RS232) i amb el suport del programari de processament de text WPS-8 de Digital.
La impressora es va fer tan popular, amb tants programes que soportaven el seu llenguatge de comandaments, que l'emulació de Diablo es va convertir en una característica generalitzada en altres impressores de margarida i fins i tot en les primeres impressores làser. Això era tan omnipresent que almenys una empresa es va dedicar exclusivament a provar la compatibilitat completa "Diablo 630" de les impressores.